# Патон, Уэйд
Уэйд Патон (англ. Wade Paton, 21 марта 1986, Дурбан, ЮАР) — южноафриканский хоккеист (хоккей на траве), полевой игрок.

## Биография
Уэйд Патон родился 21 марта 1986 года в южноафриканском городе Дурбан.
Окончил Марицбургский колледж и университет Квазулу-Натал в Дурбане.
Играл в хоккей на траве за «Квазулу-Натал Коасталс Рэйдерс» из Дурбана.
В 2012 году вошёл в состав сборной ЮАР по хоккею на траве на летних Олимпийских играх в Лондоне, занявшей 11-е место. Играл в поле, провёл 6 матчей, забил 1 мяч в ворота сборной Пакистана. Был капитаном команды, заменив травмированного Остина Смита.
В 2014 году в составе сборной ЮАР участвовал в хоккейном турнире Игр Содружества в Глазго.

## Семья
Отец Уэйда Патона Алан Патон играл за сборную Родезии по хоккею на траве, тренировал сборную ЮАР.
Младший брат Тэйн Патон (род. 1989) также играл за сборную ЮАР по хоккею на траве, в 2012 году участвовал в летних Олимпийских играх в Лондоне.